# Eusarcus organensis
Eusarcus organensis is een hooiwagen uit de familie Gonyleptidae.